# والتر إف. فونتين
والتر إف. فونتين (بالإنجليزية: Walter F. Fontaine)‏ هو مهندس معماري أمريكي، ولد في 1871 في فيتشبورغ في الولايات المتحدة، وتوفي في 1938 في شارلستون في الولايات المتحدة.